# Magnus Wallinder
Magnus Wallinder, född den 29 maj 1968 i Västerås, är en svensk racerförare.
Wallinder började sin karriär med karting innan han gick över till formelbil. Han blev skandinavisk mästare i Formel Opel-Lotus två år i rad 1991-92. 1993 blev han svensk och nordisk mästare i formel 3 och åter nordisk mästare året därpå. Därefter har han ägnat sig åt GT-racing.